# George Calhoun Crowther

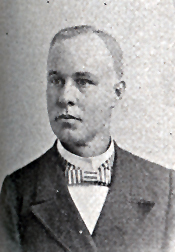
George Calhoun Crowther

George Calhoun Crowther (* 26. Januar 1849 in Lancashire, England; † 18. März 1914 in Saint Joseph, Missouri) war ein US-amerikanischer Politiker. Zwischen 1895 und 1897 vertrat er den Bundesstaat Missouri im US-Repräsentantenhaus.

## Werdegang
Bereits im Jahr 1855 kam George Crowther mit seinen Eltern in die Vereinigten Staaten, wo sich die Familie zunächst in Dakota City (Nebraska) niederließ. Er besuchte die öffentlichen Schulen seiner neuen Heimat und absolvierte danach in Sioux City (Iowa) eine Lehre im Druckergewerbe. Während des Bürgerkrieges diente Crowther zwischen 1862 und 1865 im Heer der Union. Nach dem Krieg zog er nach Kansas, wo er bis 1872 im Zeitungsgeschäft arbeitete. Von 1869 bis 1875 war er auch als Secretary bei der Verwaltung des Senats von Kansas angestellt. Anschließend war er bis 1886 in der Zeitungsbranche tätig.
1877 zog Crowther nach Saint Joseph im Staat Missouri, wo er stellvertretender Sheriff im dortigen Buchanan County wurde. In den Jahren 1888 und 1890 wurde er zum Kämmerer der Stadt Saint Joseph gewählt. Politisch war er Mitglied der Republikanischen Partei. 1892 kandidierte er noch erfolglos für den Kongress. Bei den Kongresswahlen des Jahres 1894 wurde er dann aber im vierten Wahlbezirk von Missouri in das US-Repräsentantenhaus in Washington, D.C. gewählt, wo er am 4. März 1895 die Nachfolge von Daniel Dee Burnes antrat. Da er im Jahr 1896 nicht bestätigt wurde, konnte er bis zum 3. März 1897 nur eine Legislaturperiode im Kongress absolvieren.
Im Jahr 1904 kandidierte er erfolglos für das Amt des Bürgermeisters von Saint Joseph. In dieser Stadt arbeitete er ansonsten bis zu seinem Tod am 18. März 1914 in der Eisen- und Stahlverarbeitung.